# Tuğrul Çirakoğlu
Tuğrul Çirakoğlu (Amsterdam, 17 april 1990) is een Nederlands ondernemer, columnist, schrijver en vlogger van Turkse afkomst. Hij woont en werkt in Amsterdam. Naast het werken in zijn onderneming (Frisse Kater) is hij columnist voor Het Parool met een wekelijkse column in de zaterdagbijlage PS van Het Parool.

## Biografie
Çirakoğlu woonde tijdens zijn studieperiode enkele jaren in het buitenland. Na het afronden van zijn master stuurde hij sollicitaties bij allerlei bedrijven, maar hij verkreeg alleen maar standaard templates van afwijzing terug, zonder toelichting. Hij besloot om zelfstandig te werken, en in september 2014 richt Çirakoğlu zijn onderneming 'Frisse Kater' op. Zijn bedrijf richtte zich initieel op het schoonmaken na huisfeesten in combinatie met een vers ontbijt. In de zomer van 2016 maakte hij een switch van feestschoonmaak naar crime scene cleaning. Sindsdien heeft Çirakoğlu zich volledig gestort op het schoonmaken van extreme en uitzonderlijke situaties.
Op 10 september 2020 verscheen de eerste aflevering (De Schoonmaakturk) van zijn 4-delige docu serie 'Niet normaal vies: De wereld van schoonmaker Tuğrul' op NPO3. De documentaire kreeg veel goede recensies. Çirakoğlu kreeg mede door de documentaire een boekendeal aangeboden bij A.W. Bruna uitgevers. Op 8 maart 2022 verscheen zijn eerste boek: Schoon genoeg: De verborgen wereld achter het schoonmaken van extreme situaties waarin Çirakoğlu dieper ingaat op de verhalen achter de locaties die hij opruimt. 
Op 6 april 2022 werd de eerste van vier afleveringen (Alles wat dood is, kan weg) van het tweede seizoen van zijn docu serie 'Niet normaal vies: De wereld van schoonmaker Tuğrul' uitgezonden. 
Naast ondernemer en schrijver is Çirakoğlu ook vlogger. Via zijn YouTube-kanaal (frissekater) en TikTok-account (frissekater) deelt hij video's over zijn werk waarmee hij jaarlijks tientallen miljoenen views genereert. Çirakoğlu is met regelmaat te zien en te horen op televisie en de radio, waarin hij vertelt over de dingen die hij meemaakt tijdens zijn werk.

## Privéleven
Çirakoğlu is getrouwd. Zijn vrouw is van Zweeds-Somalische afkomst en werkzaam als tandarts.